# 布鲁斯·弗利克
布鲁斯·弗利克（英語：Bruce Flick，1933年8月17日—），澳大利亚男子篮球运动员。他曾随国家队参加了1956年夏季奥林匹克运动会男子篮球比赛，最终队伍获得第十二名。